# 魏振恩
魏振恩（英語：John Wei，1963年11月29日—2021年2月8日），台灣作家，1963年生於屏東。獲輔仁大學語言學碩士，美國明尼蘇達大學英美文學碩士，紐約州立大學英美文學博士。魏振恩於2002年出版英文詩集The Quiet Hours，其中"In the Field"入選The Best American Poetry 2010 （页面存档备份，存于），為首位入選美國年度詩選的台灣作家。

魏振恩長年任教於淡水聖約翰科技大學，主授美國文學、英美詩、英語創作、口譯與筆譯；於2020年轉任義守大學。著有詩集《行將出發的黎明》、《光之縫隙》、《凹凸詩稿》，其他發表詩作散見於《創世紀》、《笠》、《臺灣現代詩》、《幼獅文藝》等詩刊。

魏振恩曾以〈寫信給詹姆斯萊特〉獲2014年時報文學獎書簡組優選獎，以〈週日重返〉獲2013年花蓮文學獎書寫原住民類首獎，2015年以〈𠊎个啞子阿姨〉獲桐花文學獎客語組散文類首獎，另獲文建會新詩獎、台灣文學館新詩創作獎。

2021年2月8日，魏振恩於高雄地區因車禍去世。